# Рахмонов Дарвішбек Урінбойович
Дарвішбек Рахмонов - видатний діяч циркового мистецтва Узбекистану, художній керівник зразкової циркової трупи «Калдіргоч» (Ластівка). 

## Життєпис
Рахмонов Дарвішбек Урінбоевіч народився в 1952 році в місті Ош (Киргизстан), Киргизстану в сім'ї службовця. Закінчив з відзнакою Ташкентську студію естрадно-циркового мистецтва в 1981 році. Присвятив своє життя служінню мистецтву. Він є організатором і художнім керівником зразковою циркової трупи «Калдіргоч» (Ластівка) в Янгіюльском районі Ташкентської області. Безпосередньо під його керівництвом циркова трупа "Калдіргоч" стала лауреатом Всесоюзних конкурсів, лауреатом премії Ленінського комсомолу Ташкентської області, на республіканських оглядах-конкурсах чотири рази завоювала перше місце, два рази посіла друге місце. Він творець численних оригінальних циркових постановок, виховав десятки учнів, які працюють в професійних цирках багатьох країн світу. У книзі Тулкіна Обідова «Узбецькі палван» видана в 1979 році на стор.53 і 37 розміщена фотографія і інформація про Дарвішбека Рахмонова. У книзі Тулкіна Обідова «Узбек полвонларі» («Узбецькі силачі») Дарвішбек Рахманов називається одним з найсильніших силачів-палвані Узбекистану (1979 рік) (на фотографії Дарвішбек палван прикріплений до стійки залізним ланцюгом. Єдиний виконавець цього номера Дарвішбек палван на очах у глядачів рухами плечей розриває ланцюги. Цей номер він присвятив народам Африки, які боролися за свободу і звільнення від колоніального гніту). У книзі С.Гайіповой, Й.Таджібаева, Мустафа «Нові досягнення Янгіюлі» видана в 2002 році, на стор. 68, на обкладинці та інших сторінках розміщені 6 кольорових фотографій Дарвішбека Рахмонова і циркової трупи «Калдіргоч». Крім цього, про Дарвішбека палван і керовану ним зразкову циркову трупу «Калдіргоч» вийшли понад сто статей у газетах і журналах, їх виступи транслювалися по десяткам телепередачам Узбецького телебачення. Заслуги Дарвішбека Рахмонова у справі розвитку мистецтва і культури були високо оцінені і за Указом Президента Республіки Узбекистан від 26 серпня 2002 року він був нагороджений медаллю «Шухрат» (Слава). На першій сторінці газети «Ташкентська Правда» вийшла фотографія, де голова Олій Мажліса Республіки Узбекистан Еркін Халілов вручає медаль «Шухрат» Дарвішбеку Рахмонову. Його діти Хуршид, Хулкарой, Умід, Мухсіна працювали в цирковій трупі. Син Умід в 5 річному віці був наймолодшим еквілібристом у світі, в 6 років він став переможцем Республіканського телевізійного конкурсу. Таким чином, Рахмонова є цирковою династією. Дарвішбек Рахмонов представлений до звання заслужений діяч мистецтв Узбекистану.

## Особисте життя
Батько: Урінбой Рахмонов (1910-1980). Дружина: Мастурахон Валієва (1961). Діти: Хуршид (1988), Хулкарой (1990), Умідбек (1994), Мухсіна (1996).